# Гексафтороцирконат(IV) калия
Гексафтороцирконат(IV) калия — неорганическое соединение,
комплексный фторид калия и циркония с формулой K2ZrF6,
бесцветные кристаллы,
умеренно растворяется в воде.

## Получение
- Осаждение из растворов:

{\displaystyle {\mathsf {2KF+ZrF_{4}\ {\xrightarrow {}}\ K_{2}ZrF_{6}\downarrow }}}
{\displaystyle {\mathsf {2KCl+(NH_{4})_{2}ZrF_{6}\ {\xrightarrow {}}\ K_{2}ZrF_{6}\downarrow +2NH_{4}Cl}}}
- В промышленности получают спеканием рудных цирконовых концентратов с K2SiF6 при 600-700°С.

## Физические свойства
Гексафтороцирконат(IV) калия образует бесцветные кристаллы
моноклинной сингонии,
пространственная группа C 2/c,
параметры ячейки a = 0,6572 нм, b = 1,1442 нм, c = 0,6942 нм, β = 90,3°, Z = 4.
Слабо растворяется в воде.

## Применение
- Промежуточный продукт при электролитическом производстве циркония.